# Équipe d'Argentine de beach soccer
L'équipe d'Argentine de beach soccer est une sélection qui réunit les meilleurs joueurs argentins dans cette discipline.

## Histoire
Absents du groupe argentin à Ravenne 2011, Marcelo Salgueiro et les frères Hilaire (Santiago, Ezequiel et Federico) sont des joueurs expérimentés qui font leur retour pour les qualifications sud-américaines en 2013, avec à la clé un résultat inédit sous la forme d'un premier titre continental pour l'Albiceleste. Cette dernière, si elle ne pas connait la défaite en phase de groupes, souffre quand même au 1er tour avec un bilan de deux victoires sur la plus étroite des marges, d'un succès aux tirs au but suivi d'un autre, plus large, face à la Colombie. En demi-finale contre l'Équateur (5-3) tout comme en finale contre le Paraguay (6-2), l'équipe dirigée par Héctor Petrasso fait preuve de personnalité et de qualité, soulevant ainsi le trophée suprême d'Amérique du Sud pour la première fois de son histoire.
L'Argentine fait partie des trois pays ayant participé à toutes les éditions de la Coupe du monde FIFA au moment d'aborder l'édition 2013. En Polynésie française, l'Albiceleste essaye d'atteindre au moins les demi-finales. En effet, elle a chuté au stade des quarts de finale à trois reprises, en 2005, 2006 et 2008. Lors des autres éditions de l'épreuve suprême de la discipline, elle a toujours quitté la compétition dès la phase de groupes.
Tout porte à croire que l'Argentine arrive à Tahiti avec juste ce qu'il faut de maturité. Outre la réintégration des joueurs d'expérience, le niveau montré par Luciano Francescini, élu meilleur joueur des qualifications sud-américaines, et par Lucas Medero, meilleur buteur de la compétition avec cinq réalisations, sont autant de gages de réussite pour l'Argentine à Tahiti 2013.

## Palmarès
- Coupe du monde
  - Troisième en 2001

- Championnat CONMEBOL
  - Vainqueur en 2013
  - Finaliste en 2008 et 2011

- BSWW Mundialito
  - Troisième en 2006, 2008 et 2010

- Coupe latine
  - Finaliste en 2006
  - Troisième en 2003, 2009, 2010
  - 4e en 1999, 2001, 2002, 2004, 2005, 2011

## Personnalité

### Sélectionneurs
- 2006- :  Héctor Petrasso

### Anciens joueurs
- Héctor Petrasso (20??-2005)
- Facundo Minici
- Gustavo Casado

### Effectif actuel
Effectif retenu pour la Coupe du monde de beach soccer de 2013 :
| N° | Nat. | Poste | Nom du joueur        |
| -- | ---- | ----- | -------------------- |
| 1  |      | G     | Marcelo Salgueiro    |
| 2  |      |       | Jonathan Levi        |
| 3  |      |       | Santiago Hilaire     |
| 4  |      |       | Lucas Medero         |
| 5  |      |       | Luciano Franceschini |
| 6  |      |       | Javier Vivas         |

| No. | Nat. | Position | Nom du joueur     |
| --- | ---- | -------- | ----------------- |
| 7   |      |          | Ezequiel Hilaire  |
| 8   |      |          | Federico Hilaire  |
| 9   |      |          | Miguel De Ezeyza  |
| 10  |      |          | Cesar Leguizamon  |
| 11  |      |          | Sebastian Larreta |
| 12  |      | G        | Cesar Mendoza     |